# 信息设计
信息设计是人们对信息进行处理的技巧和实践，通过信息设计可以提高人们应用信息的效能。

## 继承自平面设计
信息设计初期作为平面设计的一个子集，经常被穿插在平面设计的课程当中。在二十世纪七十年代，英国伦敦的平面设计师特格拉姆第一次使用了“信息设计”这一术语。当时使用该术语的目的仅为区别于传统的平面设计以及产品设计等平行设计专业。从那时起，信息设计就真正地从平面设计中脱离出来。信息设计的主旨是“进行有效能的信息传递”，与提倡“精美的艺术表现”的平面设计确立了不同
的发展方向。
在60年代初70年代末，Typographic Research杂志（原Visible Language杂志）发表了一系列有关信息设计的研究文章。杂志社的编辑Merald Wrolstad也组织了一系列名为Visible Language的学术会议，与会人员包括了：设计师、心理学家、语言学家、界面工程师等。
在二十世纪七十年代，“信息设计”是多学科交叉研究的领域。当时已有不少平面设计师开始使用“信息设计”这一术语，并自1979年《Information Design Journal》杂志创刊后，就更确定了“信息设计”一词在学术界的地位。
Easterby & Zwaga (1984)、 Duffy & Waller (1985)都对信息设计这一专业的确立有卓越贡献，Schriver (1997)更是信息设计史上不可或缺的人物。
到了八十年代，信息设计逐渐涉及到文本类信息内容和语言领域，此时就需要在设计过程中加入更多的用户测试，这在传统平面设计中是极为罕见的。

## 继承自数据统计
20世纪70年代，Edward Tufte 开设了一门称为“统计图形学”（statistical graphics）的课程，之后又与另一位信息设计领域的先驱人物John Tukey共同发展了这一课程。1982年 Edward Tufte 出版了第一本信息设计专业书籍《 The Visual Display of Quantitative Information》，其中大部分的内容都来自于为该课程所准备的教材。当时整本书的出版引起了非常大的轰动，业内充满了对这本中内容的肯定“杰出”“优美”“开创性”。他在书中提出了对非专业人士的关注以及信息设计对演说表达的重要性。
从此，那些专注于统计图表和量化信息领域的人也开始使用信息设计这一词汇。
由于信息设计常被那些专业人士在研究中使用，所以又得到一个外号“文档设计”（document design），在美国尤其常见。
在技术交流领域，信息设计被定义为：针对特定的目标用户，对一系列信息建构合理的逻辑结构，根据不同的信息量和信息类型，信息设计的具体应有非常多。
- 大规模信息，它意味着判断内容的相似性，并根据不同的信息受众和目标对信息进行不同类型的划分。

- 中等规模信息，这意味着要对信息内容进行有效组织，确保“摘要”“概念”“例子”“参考信息”以及“概念定义”的完整性。以及在每组信息下都能有可供查阅的信息组织原则。

- 合适规模信息，它包括对主题进行有逻辑的开发，对重要信息的强调，清晰的书写规范，明确的信息传递线索，分页设计，字体选择以及适当的留白。

类似的设计技能被应用到网站设计当中，由于在网站的设计实践中融合了更多的约束条件和可实现的功能，所以这类信息设计人员又获得了另一个称号“信息架构师”（information architect）。
因此，在计算机技术和信息技术领域，信息设计往往也被当成是信息架构，即对信息的系统，数据库和数据结构进行设计。从这个意义上看的话，计算机领域中和信息技术领域中的信息设计还包括建构数据模型和过程分析。

## 历史
虽然信息设计总是与计算机科学和信息技术联系在一起，但就信息设计本身也尤其历史根源可循，早期的信息设计请看下面给出的例子：
18世纪50年代，John Snow （页面存档备份，存于） 绘制的一张位置图，图中标示出了得霍乱疫情的人的所在位置，并通过该图表找到了霍乱疫情源头所在。
1861年，Charles Joseph Minard （页面存档备份，存于） 绘制的拿破仑东征莫斯科的信息图表。
20世纪30年代，Otto Neurath （页面存档备份，存于） 创造的 International Picture Language （页面存档备份，存于）

## 设计受众
信息设计的对象人群非常广泛，例如机场或地铁中的导视标示，受众对象即为所有人。信息设计还有可能针对一些特定的人群，例如为某些公司设计的业绩报告，那针对的人群即为能够顺利阅读此类信息的商业用户群，或是仅为熟悉相关内容的本公司员工。
信息设计在大部分实践当中是为了加强对象用户对产品的信任度，例如医疗产品包装上的介绍说明，工业机械产品上的使用手册，或是飞机舱门上的紧急开启说明等。所以，只有当用户完全理解并相信这些说明性信息后，才能驱使用户放心地使用产品。换句话说，因为用户需要非常明确地获得并信任这些说明性信息，所以信息设计师必须想方设法将这些信息通过一种有效的途径传递给目标用户。
信息设计师在某种程度上，相对于产品的其他设计在影响用户决策方面能够发挥出更大的能力，“能力越大，责任越大”。随之而来的责任需要信息设计师更多地了解用户，这种了解可以通过各种用户测试来获得。
信息设计过程中的权利关系也与传统平面设计有所差别。在信息设计中往往有三个权利集中点，设计师、设计委托方和设计受众。一般情况下，传统的平面设计只有设计师及设计委托方，在传统平面设计的权利关系中设计委托方与设计受众常常为同一对象。大部分的信息设计实践中，信息设计师更倾向于迎合设计受众而非设计委托方的利益。

## 专业技能
完整的信息设计流程需要各种不同的专业技能，这些技能几乎不可能集中在同一个人身上。因此，信息设计师在从事设计的过程当中，经常与其他领域的专家或其他信息设计师组成设计团队，共同完成设计目标。
在美国，信息设计师一般泛指那些从事于网站设计的平面设计师。然而，信息设计师所应具备的专业技能与“信息架构师”所具备的技能（美国称谓）更接近一些，也更具有广泛性。
下面的列表并不代表信息设计师的所有技能，只作为一种导向性的参考：
研究能力
- 能够使用各种研究工具，调试研究方法，统筹研究过程，理解研究的意义。调查研究是所有设计行为的最基础的工作。
- 信息设计中的调研对象一般包括
  - 业务流程的调查与分析
  - 定性和定量的用户研究
  - 参考现有的研究理论（例如人机工学、认知心理学）
  - 相关的技术知识，此类项目之前使用过那些工具和方法

转化能力
- 使用文字，图形，图表以及各种信息组织方式重组原始信息以提高信息传递的效能。

沟通能力
- 编辑信息内容，使之清晰、明确，能够被目标用户理解。

图形和版式设计能力
- 设计信息产品的视觉感受，使目标用户能够迅速定位他们需要的信息，并能够在找到之后迅速地理解该信息。（这里的信息产品并不一定是我们通常意义上的有真实体量的信息化产品）

信息可视化能力
- 创建各种图形以转化原始的信息形式，使之更容易被理解。

原型设计能力
- 创建初步的可视化信息模型，可以用于设计讨论或用户测试。

用户测试技能
- 掌握一系列的原型测试工具和方法，能够与目标用户共同完成信息产品的设计。信息设计师需要根据不同的项目要求选择不同的测试工和方法。

角色互换能力
- 能够与不同专业的人士合作完成项目，需要的时候还要能够扮演“专业的非专业人士”即在团队中扮演信息产品的目标用户。

使用媒介的经验
- 理解项目所选择的工作方式和流程。
- 熟悉一系列相关生产专业的基本知识。（印刷业、软件业、互联网、制造业）

## 典型应用及行业现状
信息设计影响着非常广泛的各个领域中的信息内容。例如，财务信息、行政信息（各类表格）、医疗信息、药品信息、食品信息、健康信息、使用手册、技术手册、旅游信息、导向信息等。
某些国家的政府甚至规定了信息设计相关的规范。例如，财务信息表格上的最小字体限制、食品外包装上的成分信息标签、测试中药品注意事项标签。以上这些例子都是在美国真实发生的，并且都能从相关的立法中找到。
目前，越来越多的国家和企业都意识到信息设计的重要性，并且也催生出了提供信息设计服务的专业公司，各高校也都开始重视这一新兴专业的建设。

## 另外參看
主要有两个信息设计概念包括信息设计和信息图形设计。信息设计让信息变得更有条理和有针对性；而信息图形设计便于观察，起到宣传的作用，让数据形象化，更好地说明复杂问题，使复杂枯燥的数据更乐于被接受。  （页面存档备份，存于）

## 内部链接
- 数据视觉化
- 信息化